# Morze Tyrreńskie
Morze Tyrreńskie (wł. Mar Tirreno, fr. Mer Tyrrhénienne) – część Morza Śródziemnego, zawarta pomiędzy wyspami Korsyką, Sardynią i Sycylią a Półwyspem Apenińskim. Nazwa morza wywodzi się od greckiego określenia Etrusków (Tyrrhenoi), którzy w starożytności zamieszkiwali północne rejony Półwyspu Apenińskiego. Do Morza Tyrreńskiego uchodzi trzecia co do długości rzeka Włoch – Tyber.
Główne porty:
- Livorno
- Piombino
- Neapol
- Salerno
- Palermo
- Bastia
- Civitavecchia

## Geografia

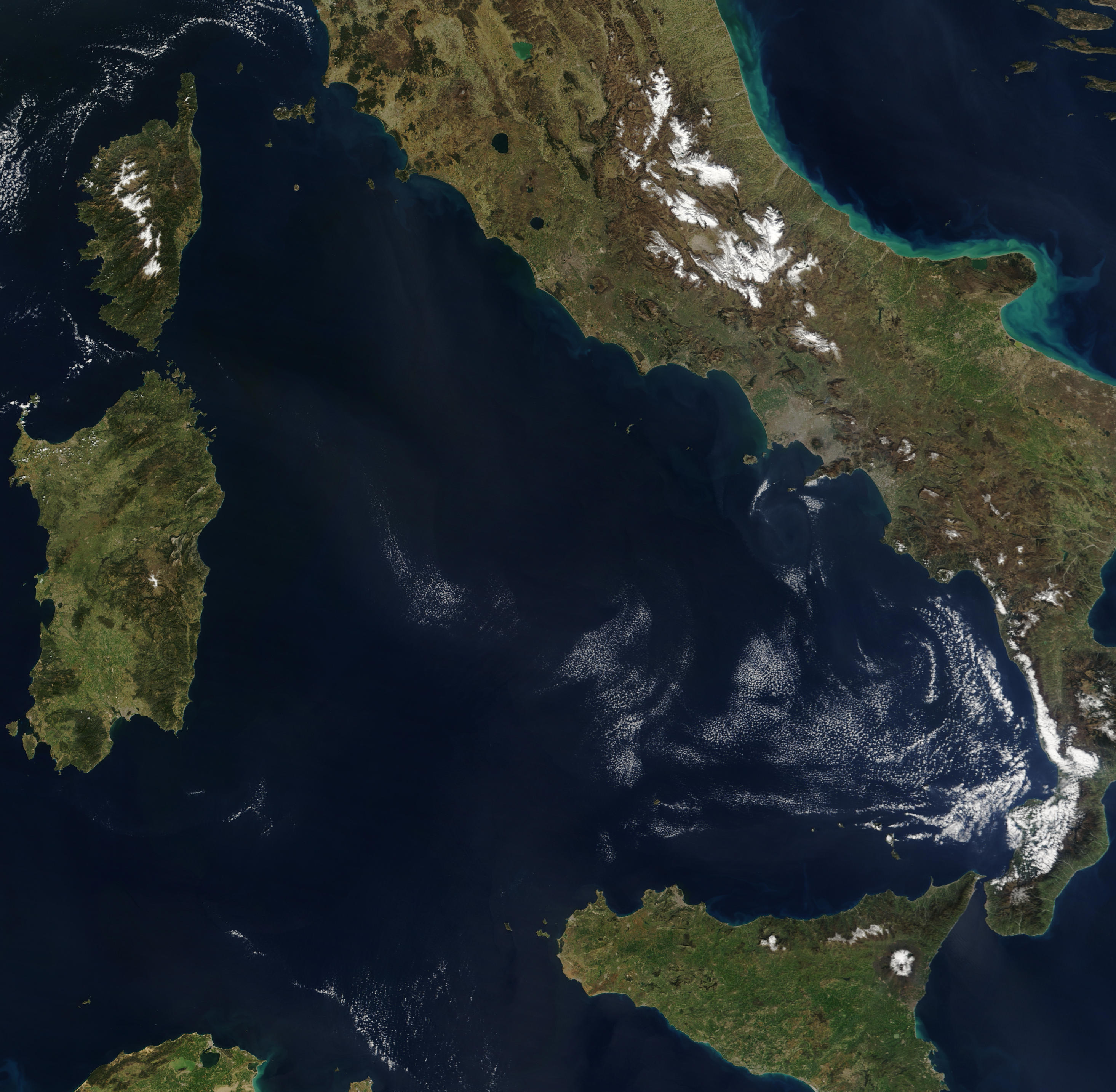
Zdjęcie satelitarne Morza Tyrreńskiego

Morze Tyrreńskie przypomina kształtem trójkąt. Jego powierzchnia wynosi 231 000 km² z maksymalną głębokością wynoszącą około 3840 m. Warto zaznaczyć, że prawie całą powierzchnię dna zajmuje Basen Tyrreński o głębokości od 3000 do 3500 m.
Morze Tyrreńskie dzieli się na dwa baseny: Basen Vavilov i Basen Marsili, oddzielone Grzbietem Issel.
W południowej części, na północ od Sycylii, znajdują się Wyspy Liparyjskie oraz Ustica. We wschodniej części Morza Tyrreńskiego znajduje się podwodny wulkan Marsili.
Zasolenie z uwagi na mały wpływ wód kontynentalnych jest praktycznie stałe i wynosi 38 PSU, przy czym na głębokości 1500 m wzrasta do 38,4 PSU. Temperatura wody wynosi zimą około 13 °C, natomiast latem waha się od 23 do 24 °C. Morze charakteryzuje śródziemnomorski klimat podzwrotnikowy, w suche i ciepłe lata temperatura powietrza wynosi od 28 do 34 °C.
Na północ od Morza Tyrreńskiego znajduje się Morze Liguryjskie, na południowy wschód za Cieśniną Mesyńską znajduje się Morze Jońskie, natomiast na zachód za Cieśniną Świętego Bonifacego znajduje się Morze Balearskie.
Międzynarodowa Organizacja Hydrograficzna wyznacza granice Morza Tyrreńskiego w następujący sposób:

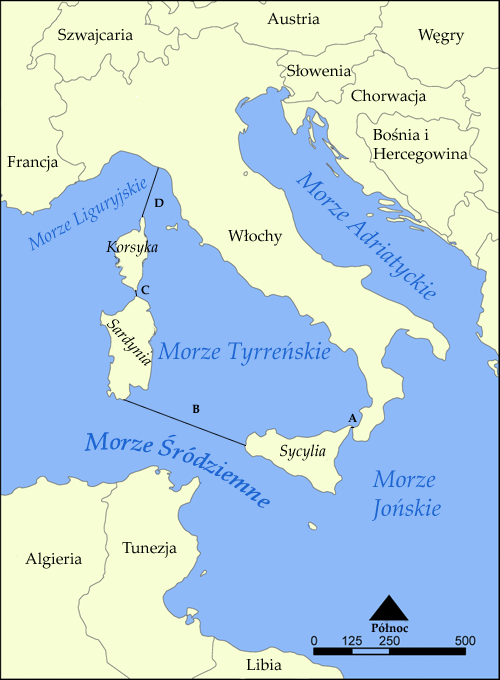
Granice Morza Tyrreńskiego

- przy Cieśninie Mesyńskiej (A[a]) – linia łącząca najbardziej wysunięty na północ punkt Cape Paci (15°42′E) na Półwyspie Kalabryjskim z najbardziej wysuniętym na wschód punktem Sycylii, Cape Pelero (38°16′N)[7][8],
- od południowego zachodu (B[a]) – linia biegnąca od najbardziej wysuniętego na zachód punktu Sycylii – Cape Lilibeo do najbardziej wysuniętego na południe punktu Cape Teulada na Sardynii (8°38′E)[7][8],
- przy Cieśninie Świętego Bonifacego (C[a]) – linia łącząca najbardziej wysunięty na zachód punkt Cape Testa (41°14′N) na Sardynii z najbardziej wysuniętym na południowy zachód punktem Cape Feno (41°23′N) na Korsyce[7][8],
- od północy (D[a]) – linia biegnąca od Cape Corse (Cape Grosso 9°23′E) na Korsyce, przez wyspę Tinetto (44°01′N, 9°51′E) następnie przez wyspy Tino oraz Palmaria do punktu San Pietro (44°03′N, 9°50′E) na wybrzeżu Włoch[7][8].

## Fauna
Morze zamieszkuje wiele gatunków ryb, skorupiaków i mięczaków, w tym: tuńczyki, włócznik, sardynki, barweny, seriola olbrzymia, dentex, kalmary czy małże.
W północnych wodach Morza Tyrreńskiego można spotkać między innymi: finwale, kaszaloty, delfiny zwyczajne, delfiny Risso, delfiny pręgobokie, butlonosy, grindwale. Sporadycznie można tam również natrafić na orki czy nawet długopłetwce.